# Savary IV de Thouars
Savary IV de Thouars est né après 1197 et décédé en 1274. C'est le fils de Guy Ier et d'Alix de Mauléon ; il est ainsi le petit-fils de Savary Ier de Mauléon.
- 25e vicomte de Thouars : 1269-1274

Il succède à son frère Renaud Ier. En 1269, Savary IV doit à nouveau faire face aux droits de mutation qui frappe sa vicomté ; il doit verser 7 750 livres pour récupérer la vicomté et son neveu Guionnet, futur Guy II, doit s'engager à payer 2 250 livres pour le rachat de la terre de Talmont. 
Devant cette situation intenable, les deux seigneurs de Thouars rassemblent la noblesse de la province et se rendent à l'Abbaye de Longpont, près de Monthléry, pour présenter leur requête au comte Alphonse de Poitiers. Ce dernier l'accepte et ainsi ils obtiennent que le droit de mutation des fiefs soit limité à un an de revenu ; en échange, ils doivent jurer fidélité à leur suzerain, le comte de Poitiers.
Il épousa Agnès de Pons (fille de Renaud II de Pons (en) et de Marguerite de Pontignac) dont il eut une fille :
- Alix de Thouars, dame de Marcillac (par son mariage avec Guillaume VI le Valet de Ste-Maure), Dame de Mareuil.